# Маунт-Вернон
Ма́унт-Ве́рнон (англ. Mount Vernon) — садиба і плантація Джорджа Вашингтона неподалік від міста Александрії в окрузі Ферфакс (штат Вірджинія) на березі річки Потомак, за 24 км на південь від столиці США. З 1960 року має статус Національного історичного пам'ятника США.

## В мистецтві

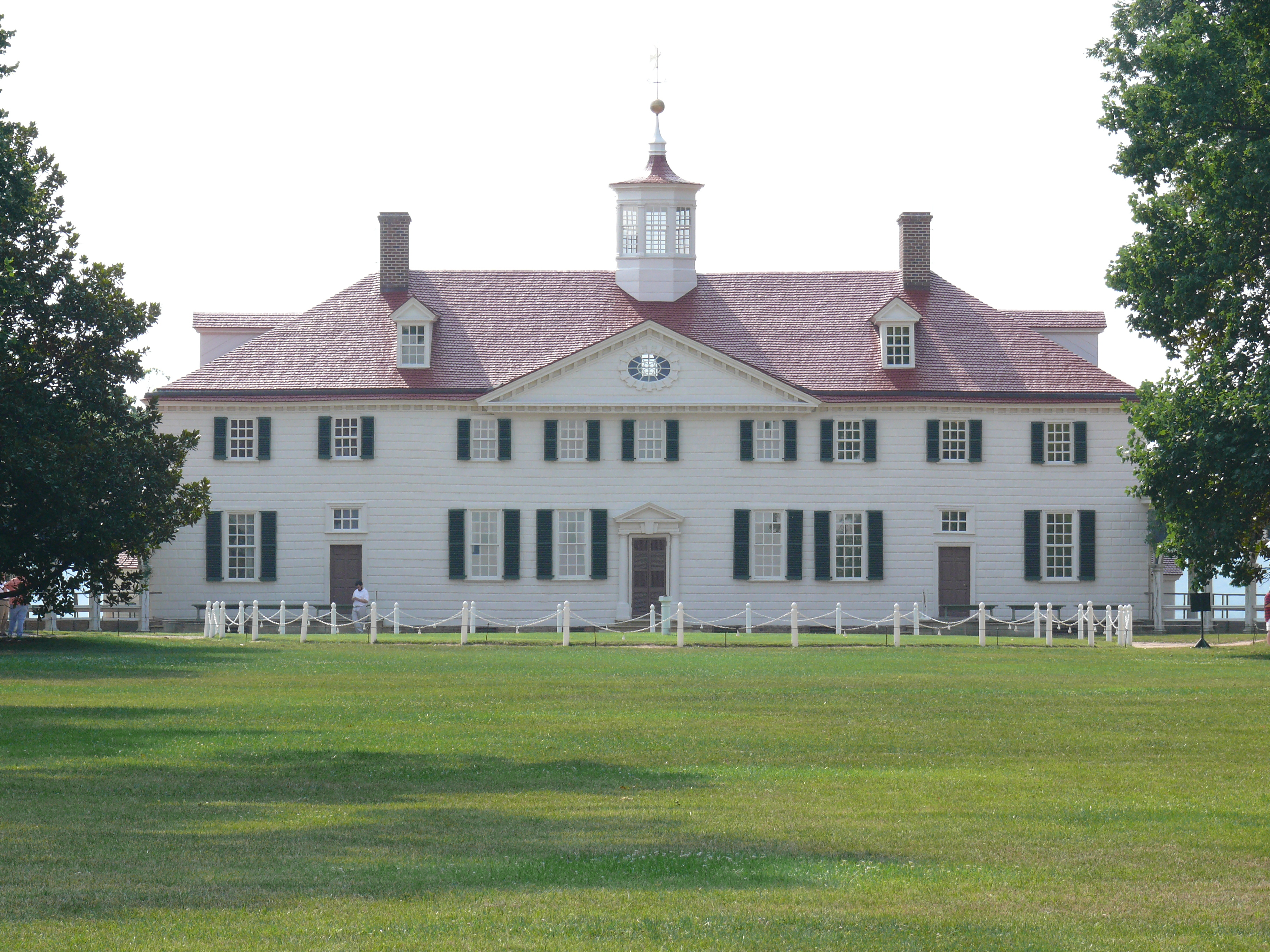
Садиба Джорджа Вашингтона

На території маєтку відбувається одна зі сцен фільму «Скарб нації 2: Книга Таємниць». Герой Ніколаса Кейджа використовує секретний підземний хід із дому, щоб залишитися наодинці з президентом США та вивідати у нього, де знаходиться президентська книга таємниць.